# Ino Anastasia
Ino Anastasia (in greco medievale: Ἰνώ Αναστασία; Dafnusia, ... – Costantinopoli, 593) è stata un'imperatrice bizantina.

## Biografia

### I primi anni di vita
Secondo lo storico Giovanni da Efeso, Ino era nata sull'isola di Dafnusia nel Mar Nero. Ancora molto giovane, Ino si sposò con un optio (all'epoca un ufficiale bizantino di basso rango) di nome Giovanni. Da quest'ultimo, Ino ebbe una figlia di cui non conosciamo il nome, ma che tuttavia divenne ben presto la promessa sposa di un certo Tiberio. Ado ogni modo, per cause a noi ignote sia il marito Giovanni sia la loro unica figlia morirono prima che quest'ultima potesse maritarsi. A quel punto, dal momento che Ino era ancora molto giovane, Tiberio decise di sposarla.
Sempre lo storico Giovanni da Efeso afferma che dall'unione di Ino col futuro imperatore nacquero tre figlie: Constantina, Charito e una figlia morta prematuramente.

### La vita con Tiberio
Tiberio prestò servizio come Comes Excubitorum (vale a dire il comandante degli Excubitores) durante il regno di Giustino II. Tuttavia, secondo quanto riportato da molti cronisti, Giustino, dopo la presa dell'importante fortezza di Dara da parte dell'impero sassanide guidato dal Cosroe I nel novembre del 573, soffrì di alcuni attacchi di follia e non fu in grado di svolgere i propri doveri da imperatore. Dunque, secondo ciò che affermò anche Gregorio di Tours, la direzione dell'impero fu affidata alla moglie dell'imperatore, Sofia, a sua volta nipote della moglie di Giustiniano, Teodora. Lo storico assiro Evagrio Scolastico afferma che l'augusta Sofia riuscì a stipulare da sola una tregua di tre anni con l'imperatore Cosroe I. Tuttavia, per esercitare appieno tutto il suo potere, ella avrebbe dovuto servirsi di un consigliere uomo, e l'occhio di Sofia cadde proprio sull'ufficiale Tiberio.
Secondo il cronista Teofane Confessore, Tiberio fu ufficialmente nominato Cesare da Giustino il 7 dicembre 574.
In quella data, fu anche adottato da Giustino, diventando così il suo erede designato. A questo punto, a Ino fu dato il titolo di Caesarissa, diventando la seconda donna più influente a corte dopo l'imperatrice stessa.
Sia lo storico Giovanni da Efeso sia il cronista Teofane Confessore riportano che, in seguito al trasferimento a corte della famiglia di Tiberio, l'imperatrice Sofia abbia preso in considerazione, per mantenere il proprio potere più a lungo, di sposare quest'ultimo. Tuttavia, l'attuale matrimonio di Tiberio con Ina ostacolava i piani dell'imperatrice, che dunque decise di allontanare quest'ultima e le sue due figlie dal Gran Palazzo, per relegarle invece nel vicino Palazzo del Bucoleone, antica residenza di Giustiniano I prima che questi salisse al trono. Tuttavia, durante questo periodo, sempre Giovanni da Efeso afferma che Tiberio era solito sostare ogni notte nel Palazzo del Bucoleone insieme alla moglie e alla figlie, mentre durante il giorno si tratteneva presso il palazzo imperiale. Vedendo dunque che Tiberio non era minimamente interessato a divorziare dalla moglie, Sofia ordinò a qualunque dama di corte di far visita a Ino e alle sue figlie, lasciandole quindi senza servitù o protezione.
Temendo per la sua stessa vita, Ino, insieme alla figlie, decise di lasciare definitivamente Costantinopoli e di traferirsi invece sulla nativa isola di Dafnusia. Diversi cronisti dell'epoca affermano che Tiberio andava occasionalmente a trovare la famiglia col consenso dell'imperatrice.

### Gli anni da imperatrice
Nel settembre del 578, Giustino II nominò Tiberio co-imperatore, mentre il 5 ottobre dello stesso anno l'imperatore morì e Tiberio venne incoronato unico basileus. Secondo Giovanni da Efeso, l'ormai ex imperatrice Sofia, temendo di perdere tutta la sua influenza, convocò a corte il patriarca Eutichio di Costantinopoli al fine di persuadere il neo-imperatore a divorziare dalla moglie Ino, offrendogli la sua stessa mano o addirittura quella della sua unica figlia: Arabia. Tuttavia, Tiberio rifiutò categoricamente.
Infatti, molto probabilmente Tiberio temeva molto per la sicurezza della moglie e delle due figlie. Non a caso, Giovanni da Efeso afferma che le tre donne furono condotte clandestinamente a Costantinopoli una notte. Ino e le due figlie arrivarono al Gran Palazzo senza trovare da parte di Sofia resistenza alcuna e il giorno dopo lo stesso marito convocò il vescovo Eutichio e il senato bizantino per una seduta speciale. Ino venne incoronata ufficialmente Augusta in una cerimonia pubblica.
Secondo diversi cronisti dell'epoca, fra cui Giovanni da Efeso, il nome della nuova imperatrice, "Ino", era considerato da molti inadatto per una sovrana cristiana, in quanto era spesso associato al personaggio pagano di Ino, figura della mitologia greca figlia di Cadmo e Armonia. Per risolvere tale questione, le due fazioni più influenti di Costantinopoli, quella dei blu e quella dei verdi, proposero di accostare al nominativo datole al battesimo una sorta di nome imperiale. La fazione dei verdi propose il nome "Elena", mentre quella dei blu, che alla fine prevalse, propose il nome "Anastasia".
Nonostante Ino Anastasia fosse ufficialmente la nuova imperatrice, fu permesso all'ex sovrana Sofia di mantenere ancora il titolo di Augusta e di soggiornare nel Gran Palazzo, benché avesse ormai perso ogni potere effettivo.
Su un piano religioso, non conosciamo per certo quale fosse l'affiliazione religiosa di Ino Anastasia. Secondo Giovanni da Efeso, ella dimostrava diversi atteggiamenti di ostilità nei confronti del cristianesimo calcedoniano, mentre era molto vicina alle posizioni del monofisismo.

### Dopo la morte del marito
Il 14 agosto 582 Tiberio II Costantino morì a causa di una grave malattia sconosciuta. Il suo successore fu il cesare Maurizio, generale di alto rango e promesso sposo di Costantina. Il matrimonio di quest'ultima col nuovo imperatore avvenne nell'autunno del 582, in una cerimonia celebrata dal patriarca Giovanni IV di Costantinopoli e descritta minuziosamente dallo storico Teofilatto Simocatta. Pertanto, anche Costantina fu nominata Augusta e nuovamente, come fu fatto per la vecchia imperatrice Sophia, tra l'altro all'epoca ancora in vita, fu permesso altresì a Ino Anastasia di conservare lo stesso titolo. Secondo i cronisti dell'epoca, tutte e tre le auguste convivevano nel Gran Palazzo.
Secondo Teofane Confessore, l'imperatrice Ino Anastasia si spense nel 593 e fu sepolta nella Chiesa dei Santi Apostoli a Costantinopoli accanto al marito.